# Leen Dierick
Leen Ch.R. Dierick, née le 2 mai 1978 à Termonde est une femme politique belge flamande, membre du CD&V.
Elle est ingénieur commercial et agrégée de l'enseignement secondaire supérieur. Elle est collaboratrice financière[Où ?].

## Décoration
- Officier de l'ordre de Léopold (2024)[1]

## Fonctions politiques
- Première échevine de Termonde.
- Députée fédérale depuis le 10 juin 2007.